# Pirot
Pirot je grad jugoistočnoj Srbiji, u blizini granice s Bugarskom. Upravno je središte Pirotskoga upravnog okruga.
U samom Pirotu 2011. godine je živjelo 38 875 stanovnika.